# 普拉罗洛
普拉罗洛（義大利語：Prarolo），是意大利韦尔切利省的一个市镇。总面积11平方公里，人口668人，人口密度60.7人/平方公里（2009年）。ISTAT代码为002104。